# Дорчестер Таун
«Дорчестер Таун» (англ. Dorchester Town FC)— английский полупрофессиональный футбольный клуб из города Дорчестер, в графстве Дорсет. Образован в 1880 году, домашние матчи проводит на стадионе «Авеню Стэдиум». Клуб является одним из основателей Южной Конференции в 2004 году, выступление в этой лиге, вплоть до вылета в 2014 году является наивысшим достижением клуба.

## История[1]
Основанный в 1880 году, «Дорчестер Таун» был дважды финалистом Главного кубка Дорсета в 1888 и 1890, прежде чем присоединился к Лиге Дорсета в 1896 году. Несмотря на то, что клуб являлся одним из основателей лиги, он не мог похвастаться большими достижениями вплоть до победы в чемпионате в сезоне 1937-38.
Клуб присоединился к Западной лиге в 1947 году, получил повышение из Второго дивизиона в 1950 году, и завоевали звание чемпионов лиги в сезоне 1954-55. Пятидесятые были успешными для «Сорок», был впервые выигран Главный кубок Дорсета, был показан ряд хороших выступлений в Кубке Англии, где команда встречалась с такими клубами как «Норвич Сити», «Куинз Парк Рейнджерс», «Порт Вейл» и «Плимут Аргайл». В 1954 году Дорчестер достиг второго раунда, прежде чем проиграл в нём «Йорк Сити» перед 5500 болельщиков на старом Авеню Граунд, в том сезоне «Йорк» дошел до полуфинала Кубка.
После ещё четырёх побед в Старшем кубке Дорсета, клуб вошел в Первый дивизион Юг Южной Лиги в 1972 году. Первый успех в этом дивизионе пришел в сезоне 1977-78, когда «Дорчестер» финишировал вторым вслед за Маргейтом, выдав серию из 16 матчей без поражений в конце сезона.
Формирование Альянса Премьер Лиги означало, что «Сороки» вернутся в реформированный Южный дивизион Южной лиги в следующем году, но клуб отпраздновал свой столетний юбилей, выиграв Южный дивизион в сезоне 1979-80, на одно очко опередив «Эйлсбери».
Вылет в конце сезона 1983-84 повлек за собой тяжелый финансовый кризис, клуб еле сумел избежать вылета вообще из лиги в следующем году. Однако «Дорчестер» сумел вернуться в Премьер дивизион как чемпионы в сезоне 1986-87, завоевав титул в последнем матче сезона безголевой ничьей с «Эшфордом», занявшем второе место.
Возвращение в высший дивизион Южной лиги подняло дух фанатов «Дорчестера». Места в середине таблицы в течение нескольких лет и борьба за выживание в начале девяностых. Стюат Морган был назначен главным тренером в 1993 году. В первый свой сезон Морган привел команду к 6 месту в лиге.
Последующие сезоны были и хорошими и плохими вперемешку, борьба за выживание, встреча с «Оксфорд Юнайтед» в первом раунде Кубка Англии, выход в 1/8 финала ФА Трофи во второй раз в истории, и четвёртая позиция в Премьер дивизионе в сезоне 1997-98.
В следующих сезонах Сороки не смогли удержаться на вершине лиги, и, после нескольких лет борьбы внизу таблицы, клуб выбывает в Восточный дивизион в конце сезона 2000-01, несмотря на неплохое выступление в кубке Англии (1 раунд).
Под руководством Марка Морриса молодой состав клуба вернул себе место в Премьер дивизионе всего за два года. В последнем туре сезона 2002-03 был обыгран «Кингс Линн» и титул чемпиона Восточного дивизиона был выигран. «Дорчестер» опередил «Истборн Боро», выиграв 16 из 17 последних матчей и забив 114 голов в сезоне. Сезоном ранее «Сороки» впервые выиграли Кубок Южной лиги, победив «Кингс Линн» в финале 4-0.
Первый сезон, после возвращения в Премьер-лигу был трудным, но клубу удалось к концу сезона попасть в зону плей-офф, где двумя победами были повержены «Бат Сити» и «Тивертон Таун». Эти победы вывели «Дорчестер» в свежесозданную Южную Конференцию. Сезоном позже Сороки могли снова попасть в плей-офф, но в последнем туре проиграли командеБогнор Регис Таун.
Финиш в середине таблицы в следующем сезоне закончился отставкой Марка Моррима, возможно самого успешного тренера в истории клуба. Следующий тренер, несмотря на юбилейную десятую победу в Главном кубке Дорсета, был уволен после 17 места в чемпионате.

## Цвета и Эмблема
Традиционная домашняя форма клуба уже долгое время это: черно-белые полосатые футболки, черные шорты и черные гетры. В сезоне 2005-06, к празднованию 125-летия клуба были сделаны черно-белые майки в четверть, похожие на оригинальную форму времен основания клуба. Выездная форма в данный момент полностью жёлтая, но в прошлом клуб использовал и другие цвета.
Текущая эмблема клуба круг, со словами 'Dorchester Town F.C.' (название команды) и 'The Magpies' (Сороки) на белом ободе черными буквами. В центральной части две сороки на коричневых ветках на голубом фоне. Над ними стилизованный герб города в фиолетовом круге.

## Достижения
- Южная лига Дивизион Восток
  - Победители 2003-04
- Южная лига Дивизион Юг
  - Победители 1979-80, 1986-87
  - Второе место 1977-78
- Кубок Южной лиги
  - Победители 2001-02
  - Финалисты 1991-92
- Кубок Челендж Трофи Южной лиги
  - Победители 2002-03
- Западная лига Первый дивизион
  - Победители 1954-55
  - Второе место 1960-61
- Профессиональный кубок Западной лиги
  - Финалисты 1960-61, 1961-62
- Кубок Алана Янга Западной лиги:[2]
  - Победители 1961-62
- Главный кубок Дорсета
  - Победители 1950-51, 1960-61, 1967-68, 1968-69, 1971-72, 1993-94, 1995-96, 2000-01, 2002-03, 2006-07, 2010-11, 2011-12

## Рекорды клуба

### Очков в сезоне
- Больше всего — 93 в 42 играх (2,21 очка за игру). (Южная лига Первый дивизион Восток, 2002—2003)
- Меньше всего — 20 в 38 играх (0,53 очка за игру). (Южная лига Премьер дивизион, 1983—1984)

### Побед в сезоне
- Больше всего — 28 в 42 играх. (Южная лига Первый дивизион Восток, 2002—2003)
- Меньше всего — 4 в 38 играх. (Южная лига Премьер дивизион, 1983—1984)

### Ничьих в сезоне
- Больше всего — 18 в 46 играх. (Южная лига дивизион Юг, 1981—1982)
- меньше всего — 2 в 36 играх (дважды). (Западная лига Первый дивизион, 1958—1959, 1959—1960)

Такое же количество ничьих было во Втором дивизионе Западной лиги, 1949—1950, но клуб сыграл тогда только 30 матчей.

### Поражений в сезоне
- Больше всего — 27 в 40 играх. (Южная лига Первый дивизион Юг, 1985—1986)
- Меньше всего — 5 в 42 играх. (Южная лига Первый дивизион Восток, 2002—2003)

### Голов в сезоне
- Больше всего забито — 115 в 40 играх (2.88 гола за матч). (Премьер дивизион Западной лиги, 1960—1961)
- Больше всего пропущено — 96 в 34 играх (2.82 гола за матч). (Второй дивизион Западной лиги, 1948—1949)
- Меньше всего забито — 35 в 40 играх (0.88 гола за матч). (Южная лига дивизион Юг, 1985—1986)
- Меньше всего пропущено — 30 в 34 играх (0.88 гола за матч). (Южная лига Первый дивизион Юг, 1976—1977)